# Connie Lee
Connie Lee (* vor 1936) wurde als US-amerikanische Drehbuchautorin und Songschreiberin bekannt.

## Leben und Werk
Die Filmkarriere der aus Concord, New Hampshire, stammenden Connie Lee begann 1936, als sie zwei Lieder für den Film Racing Blood schrieb. In der Folge steuerte sie Lieder für mehrere Filme bei, doch schon 1937 schlug sie auch die Geschichte für den Film Swing It Professor vor. Danach war sie vor allem in B-Western tätig. 1942 war sie am Drehbuch zu Blondie’s Blessed Event beteiligt. In der Folge wurde sie zur fest angestellten Drehbuchautorin bei Columbia und wirkte am Drehbuch von acht weiteren Blondiefilmen mit, wie auch an dem Film Nine Girls. Dort arbeitete sie in sieben Filmen mit Karen DeWolf zusammen, darunter ihre ersten vier Blondiefilme.
Irgendwann heiratete sie den Drehbuchautor Seymour Bennett und trat danach unter dem Namen Connie Lee Bennett auf, unter dem sie bereits am 31. Oktober 1948 bekannt war. Zusammen mit ihrem Mann schrieb sie das Drehbuch zu Der letzte Suchtrupp. 1953 kamen die beiden auf Hollywoods Schwarze Liste. Danach sind keine weiteren Filmbeteiligungen von ihr bekannt. 1954 veröffentlichte sie das Bühnenstück Ellen.

## Filmografie (Auswahl)
Aufgeführt werden Filme, bei denen sie am Drehbuch beteiligt war. Filme, bei denen sie nur die Geschichte schrieb, sind mit (G) gekennzeichnet.
- 1937: Swing It Professor (G)
- 1939: Mexicali Rose (G)
- 1939: Mountain Rhythm (G)
- 1940: Rancho Grande (G)
- 1940: Ghost Valley Raiders (G)
- 1940: Carolina Moon (G)
- 1940: Ride, Tenderfoot, Ride (G)
- 1941: Zis Boom Bah (G)
- 1942: Blondie’s Blessed Event
- 1942: Blondie for Victory
- 1942: Daring Young Man
- 1943: It’s a Great Life
- 1943: Footlight Glamour
- 1944: Nine Girls
- 1945: Leave It to Blondie
- 1945: Life With Blondie
- 1946: Blondie’s Lucky Day
- 1947: Blondie’s Big Moment
- 1947: Blondie’s Holiday
- 1948: Ein Pferd namens October (The Return of October) (G)
- 1951: The Lady from Texas
- 1953: Ma and Pa Kettle at Waikiki (G)
- 1953: Der letzte Suchtrupp (The Last Posse)